# Clima boreale delle foreste

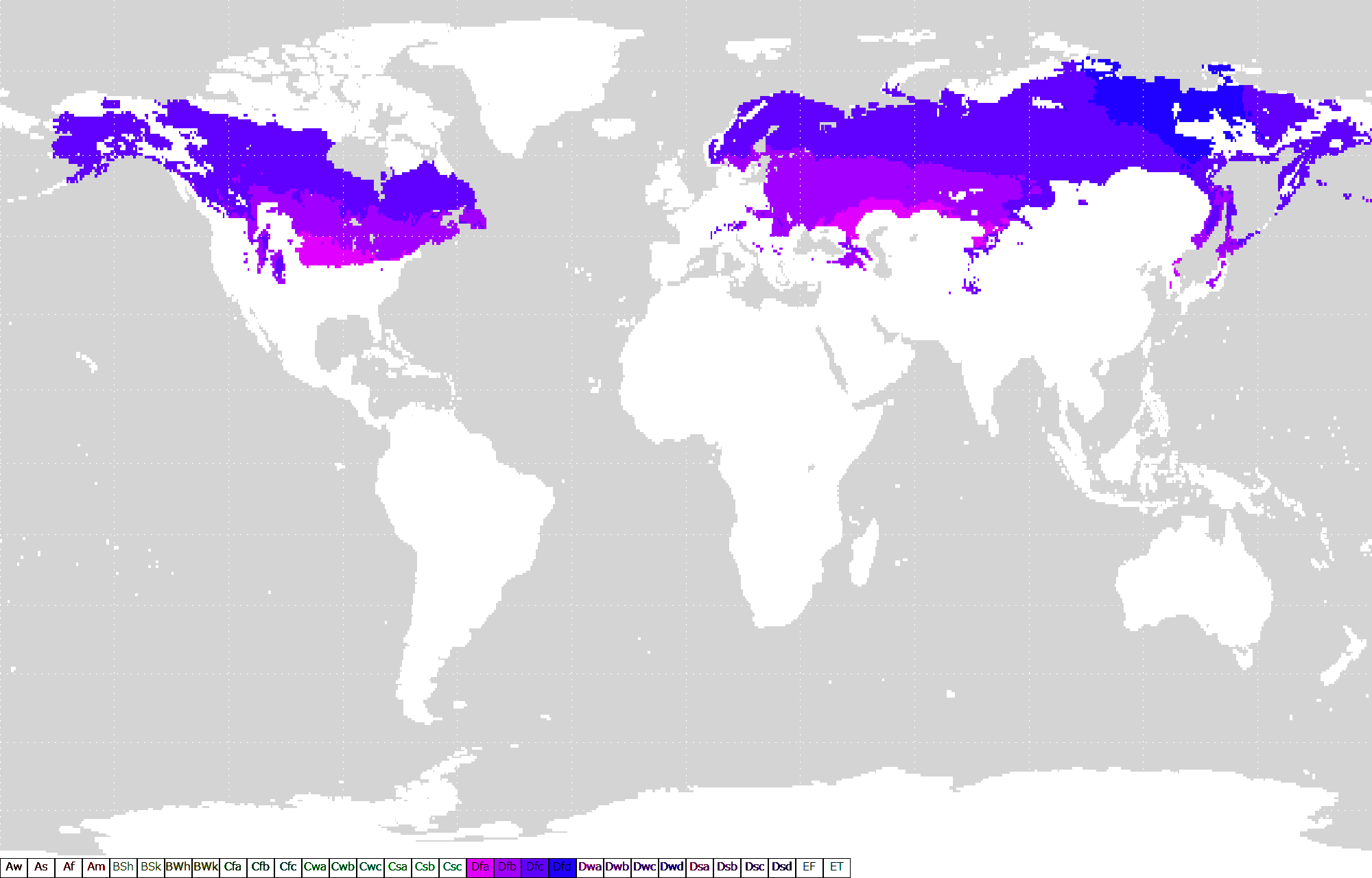
Zone della Terra caratterizzate dal clima boreale delle foreste (con breve estate calda)

Il clima boreale delle foreste o clima boreale con estate calda è un tipo di clima boreale la cui sigla, nella classificazione dei climi di Köppen è Df. Gli inverni, freddissimi,  possono durare fino a otto mesi, mentre le estati sono brevi e relativamente calde (in alcune zone caratterizzate da un tipo climatico continentale estremo si possono toccare i 22 °C di temperatura media di luglio).

## Descrizione
Non ha una vera stagione secca e le precipitazioni, poco abbondanti, sono distribuite durante tutto l'anno, ma maggiormente durante l'estate. Non esiste una vera e propria linea di demarcazione netta con il clima temperato umido, del quale costituisce la continuazione a latitudini superiori e nelle zone più lontane dal mare.

### Vegetazione
La vegetazione è costituita da foreste di latifoglie decidue capace di sopportare le basse temperature come le betulle. Nelle zone dove il clima è meno rigido si possono incontrare anche piante da clima temperato come faggi, querce e pioppi, ma, nelle zone più fredde, fa la sua comparsa la grande foresta di conifere, la taiga.
Le foreste si sviluppano su suoli di color grigio-bruno, permeabili, di tipo podsolico. Dove le condizioni sono più aride si passa a un clima di tipo steppico, dominato da graminacee che hanno bisogno di meno risorse per il loro sviluppo.